# Danilo Rea
Danilo Rea, né le 9 août 1957 à Vicence,  est un pianiste de jazz italien.
Rea a joué avec, entre autres, Chet Baker, Lee Konitz, Steve Grossman, Mimmo Cafiero, Phil Woods, Art Farmer, Curtis Fuller et Kenny Wheeler. Il notamment accompagné Mina, Domenico Modugno, Pino Daniele, Richard Cocciante et Gianni Morandi.

## Biographie
Il est diplômé du conservatoire de musique Santa Cecilia de Rome. Il fait ses débuts avec le Trio di Roma (avec Roberto Gatto et Enzo Pietropaoli ) en 1975 . 
Il participe en tant qu’artiste solo en 1989 au Requiem per Pierpaolo Pasolini de Roberto De Simone au Teatro San Carlo de Naples.
En 1997, il fonde le Trio di Roma avec Enzo Pietropaoli et Roberto Gatto. L'année suivante, son album The Tales of Doctor 3 est nommé « meilleur album de jazz italien »[précision nécessaire]. Son album suivant, The Songs remain the same, est sacré meilleur album album par le magazine Musica e dischi en 1999.
Sa fille Oona Rea est chanteuse de jazz.

## Discographie

### En tant que leader
- 1989 - Cartes et plans de vol pour la Réunion
- 2000 - Perdu en Europe
- 2004 - Lirico (Egea)
- 2004 - Romantica (trio Ares Tavolazzi, Roberto Gatto)
- 2006 - Jazzitaliano Live
- 2007 - Introverso
- 2008 - Réminiscence (Martux_m)

### En tant qu'accompagnateur
Avec Ramin Bahrami
- 2017 - Milestones - Bahrami / Rea, Decca

Avec Flavio Boltro
- 2011 - Opera

Avec The Crew
- 2006 - Sun and Moon for Free

Avec Paolo Damiani
- 1994 - Eslo
- 2007 - Al tempo che farà
- 2011 - Sotto il cielo di Roma, avec Rashmi V. Bhatt (DVD live)

Avec Docteur 3
- 1998 – The Tales of Doctor 3
- 1999 – The Songs Remain The Same
- 2001 – Bambini Forever
- 2001 – Live And More
- 2003 – Winter Tales
- 2007 – Blue
- 2007 – Jazz Italiano Live 2007
- 2008 – Jazz Italiano Live 2008 – Omaggio al Sessantotto

Avec Roberto Gatto
- 1986 - Notes
- 1987 - Ask (avec John Scofield)
- 1989 - Improvvisi
- 2003 - Baci Rubati (live)

Avec Maurizio Giammarco
- 1988 - Hornithology

Avec Lingomania
- 1988 -  Grr...Expanders
- 1989 - Camminando

Avec Mina
- 1989 - Uiallalla
- 1990 - Ti conosco mascherina
- 1991 - Caterpillar vol. 1-2
- 1992 - Sorelle Lumière
- 1994 - Canarino mannaro
- 1995 - Pappa di latte
- 1996 - Crémonea
- 1996 - Napoli
- 1998 - Mina Celentano
- 1999 - Olio
- 1999 - Mina Nº 0
- 2000 - Dalla terra
- 2001 - Sconcerto
- 2003 - Napoli secondo estratto
- 2005 - L'allieva
- 2006 - Bau
- 2012 - 12 (American Song Book)
- 2014 - Selfie

Avec Massimo Moriconi
- 2001 - D'improvviso

Avec Gino Paoli
- 2007 - Milestones
- 2011 - Un incontro di jazz
- 2012 - Due come noi
- 2014 - Sanremo 2014
- 2017 - 3

Avec Pentarte Ensemble
- 1994 - Contact Areas

Avec New Perigeo
- 1981 - Effetto amore
- 1981 - Concert Q

Avec Maria Pia De Vito
- 2005 - So Right

Avec Lillo Quarantino
- 2006 - Fado Meridiano

Avec Aldo Romano
- 2004 - Threesome

Avec Renato Sellani
- 2008 - Amapola

Avec Nicola Stilo
- 1995 - Errata Corrige

Avec Giovanni Tommaso Quintet
- 1983 - GND
- 1986 - Via GT
- 1988 - À Chet

Avec Pietro Tonolo
- 1994 - Simbiosi
- 1999 - Sotto La Luna

Avec Massimo Urbani
- 1993 - The Blessing

Avec Marco Volpe
- 1989 - Exacting Work